# جاجميت سينج
جاجميت سينج (بالإنجليزية: Jagmeet Singh)‏‏ (2 يناير 1979 - ) محامي، وسياسي من كندا.